# Kato Zakros

Mapa Krety z okresu kultury minojskiej.

Kato Zakros (greckie Ζάκρος) – miejscowość kultury minojskiej położona na wschodnim wybrzeżu Krety. Przypuszcza się, że była jednym z czterech centrów administracyjnych kultury minojskiej. Jej położenie oraz dogodny port czyniły ją prawdopodobnie głównym ośrodkiem handlu ze wschodem.
W mieście znajdował się jeden z czterech odkrytych na Krecie pałaców. Zbudowany był około 1900 r. p.n.e., a przebudowany około 1600 r. p.n.e. Uległ zniszczeniu około roku 1450 p.n.e. razem z pozostałymi ośrodkami kultury minojskiej. Był to najmniejszy pałac minojski. 
Zakros zostało odkryte przez brytyjskiego archeologa Davida George’a Hogartha. Jego prace wykopaliskowe prowadzone na przełomie XIX i XX wieku doprowadziły do odkrycia ruin 12 budynków w pobliżu portu. Ponowne badania archeologiczne stanowiska podjął w 1961 roku grecki archeolog Nikolaos Platon. Jego ekspedycja odkryła tzw. Epano Zakros (górne Zakros), w którym znajdował się między innymi omawiany powyżej pałac. Znaleziono również wiele naczyń, narzędzi rzemieślniczych i glinianych tabliczek z pismem linearnym A. Dalsze prace doprowadziły do odkrycia labiryntu podobnego do labiryntów w Knossos i Fajstos